# Associazione Calcio Lecco 1960-1961
Questa voce raccoglie le informazioni riguardanti l'Associazione Calcio Lecco nelle competizioni ufficiali della stagione 1960-1961.

## Stagione
La stagione 1960-1961 è la prima in serie A del Lecco, che si salva dalla serie B dopo gli spareggi con Bari ed Udinese, la neofita squadra bluceleste raccoglie 29 punti in classifica. Lo scudetto arride alla Juventus con 49 punti, davanti al Milan con 45 punti e all'Inter con 44 punti. Retrocedono il Bari, il Napoli e la Lazio.
Il 18 settembre a Bologna nel secondo turno di Coppa Italia (4-2) dopo i supplementari arriva l'eliminazione dal torneo, anche le prime due partite di campionato giocate in trasferta per l'adeguamento del Rigamonti alla Serie A, sono state due sconfitte, bisogna attendere il 9 ottobre per godere del primo sorriso, (2-1) nell'esordio interno contro il Padova. Fiore all'occhiello di stagione il pareggio colto a San Siro contro l'Inter. Nella formazione diretta da Angelo Piccioli vi è la defezione di Remo Bicchierai passato all'Inter, in cambio degli arrivi di Italo Galbiati e Amos Cardarelli, ma soprattutto i due nuovi "sudamericani", l'uruguaiano Julio Abbadie ed il giovane "gaucho" Sergio Clerici, attaccante di razza pescato in Brasile al Portoguesa di San Paolo. Al termine del campionato, negli spareggi salvezza il campo di Bologna porta bene al Lecco, il (4-2) rifilato al Bari, ed il (3-3) con l'Udinese, sono i copiosi punteggi con i quali viene mantenuta la Serie A. In Coppa delle Alpi due vittorie con gli svizzeri del Lucerna in una breve parentesi internazionale.

## Rosa
| N. |                   | Ruolo | Calciatore        |
| -- | ----------------- | ----- | ----------------- |
|    | Italia (bandiera) | P     | Eugenio Bruschini |
|    | Italia (bandiera) | D     | Amos Cardarelli   |
|    | Italia (bandiera) | D     | Ennio Cardoni     |
|    | Italia (bandiera) | D     | Vinicio Facca     |
|    | Italia (bandiera) | D     | Silvio Franchi    |
|    | Italia (bandiera) | D     | Ezio Tettamanti   |
|    | Italia (bandiera) | C     | Enrico Arienti    |
|    | Italia (bandiera) | C     | Francesco Duzioni |
|    | Italia (bandiera) | C     | Italo Galbiati    |
|    | Italia (bandiera) | C     | Clemente Gotti    |

| N. |                    | Ruolo | Calciatore       |
| -- | ------------------ | ----- | ---------------- |
|    | Italia (bandiera)  | C     | Antonio Pasinato |
|    | Italia (bandiera)  | C     | Giovanni Sacchi  |
|    | Uruguay (bandiera) | A     | Julio Abbadie    |
|    | Italia (bandiera)  | A     | Rodolfo Bonacchi |
|    | Brasile (bandiera) | A     | Sergio Clerici   |
|    | Italia (bandiera)  | A     | Franco Fontanot  |
|    | Italia (bandiera)  | A     | Glauco Gilardoni |
|    | Italia (bandiera)  | A     | Marco Savioni    |
|    | Italia (bandiera)  | A     | Pietro Valenzano |

## Risultati

### Serie A

#### Girone di andata
| Arbitro: | Di Tonno (Lecce) |

|                                                 |           |  |
| Montuori 19’ Hamrin 39’ Petris 55’ Marchesi 82’ | Marcatori |  |

| Arbitro: | Francescon (Padova) |

|                  |           |  |
| Morelli 43’, 60’ | Marcatori |  |

| Arbitro: | Babini (Ravenna) |

|                   |           |                    |
| Bonacchi 15’, 73’ | Marcatori | 57’ (aut.) Duzioni |

| Arbitro: | Roversi (Bologna) |

|                                       |           |                  |
| Virgili 16’ Erba 21’, 71’ Rossano 47’ | Marcatori | 89’ (rig.) Gotti |

| Arbitro: | Angelini (Firenze) |

|                               |           |             |
| Bonacchi 31’ Savioni 45’, 82’ | Marcatori | 83’ Canella |

| Arbitro: | Leita (Udine) |

|               |           |               |
| Angelillo 13’ | Marcatori | 60’ Gilardoni |

| Arbitro: | Samani (Trieste) |

|                  |           |               |
| Gotti 56’ (rig.) | Marcatori | 42’ Brighenti |

| Arbitro: | Babini (Ravenna) |

|                       |           |  |
| Gentili 22’, 80’, 83’ | Marcatori |  |

| Arbitro: | Cariani (Roma) |

|                 |           |  |
| Facca 2’ (aut.) | Marcatori |  |

| Arbitro: | Francescon (Padova) |

|             |           |  |
| Savioni 48’ | Marcatori |  |

| Arbitro: | Angelini (Firenze) |

|                                     |           |              |
| Ferrini 18’ Tomeazzi 29’ Crippa 53’ | Marcatori | 65’ Bonacchi |

| Lecco 25 dicembre 1960 12ª giornata | Lecco             | 0 – 0 | Roma | Stadio Mario Rigamonti\| Arbitro: \| Marchese (Napoli) \| |
| Arbitro:                            | Marchese (Napoli) |       |      |                                                           |

| Arbitro: | Gambarotta (Genova) |

|                           |           |                          |
| Duzioni 45’ Gilardoni 53’ | Marcatori | 26’ Nicolè 36’ Boniperti |

| Arbitro: | Annoscia (Bari) |

|           |           |  |
| Massei 2’ | Marcatori |  |

| Arbitro: | Adami (Roma) |

|                       |           |                           |
| Gotti 46’ (rig.), 88’ | Marcatori | 17’ Vernazza 35’ Altafini |

| Bologna 22 gennaio 1961 16ª giornata | Bologna       | 0 – 0 | Lecco | Stadio Comunale\| Arbitro: \| Leita (Udine) \| |
| Arbitro:                             | Leita (Udine) |       |       |                                                |

| Arbitro: | Francescon (Padova) |

|                         |           |             |
| Abbadie 31’ Clerici 55’ | Marcatori | 51’ Rozzoni |

#### Girone di ritorno
| Arbitro: | Bonetto (Torino) |

|  |           |                 |
|  | Marcatori | 13’, 48’ Hamrin |

| Arbitro: | Roversi (Bologna) |

|                           |           |                        |
| Bonacchi 1’ Gilardoni 11’ | Marcatori | 3’ Macor 15’ Calvanese |

| Arbitro: | Angelini (Firenze) |

|                                         |           |             |
| Milani 35’ (rig.), 37’ Facca 49’ (aut.) | Marcatori | 13’ Abbadie |

| Lecco 26 febbraio 1961 21ª giornata | Lecco             | 0 – 0 | Bari | Stadio Mario Rigamonti\| Arbitro: \| Marchese (Napoli) \| |
| Arbitro:                            | Marchese (Napoli) |       |      |                                                           |

| Arbitro: | Adami (Roma) |

|                        |           |  |
| Segato 26’ Bettini 77’ | Marcatori |  |

| Arbitro: | Jonni (Macerata) |

|                    |           |             |
| Gilardoni 15’, 76’ | Marcatori | 86’ Balleri |

| Arbitro: | Babini (Ravenna) |

|             |           |  |
| Recagno 62’ | Marcatori |  |

| Arbitro: | Campanati (Milano) |

|             |           |  |
| Savioni 22’ | Marcatori |  |

| Arbitro: | Gambarotta (Genova) |

|  |           |          |
|  | Marcatori | 16’ Puia |

| Arbitro: | Rigato (Mestre) |

|                                        |           |           |
| Tacchi 41’ Di Mauro 57’ Di Giacomo 77’ | Marcatori | 56’ Gotti |

| Arbitro: | Lo Bello (Siracusa) |

|                          |           |              |
| Bonacchi 16’ Abbadie 55’ | Marcatori | 43’ Ferrario |

| Arbitro: | Jonni (Macerata) |

|             |           |  |
| Orlando 65’ | Marcatori |  |

| Arbitro: | Di Tonno (Lecce) |

|                                        |           |                        |
| Charles 15’, 50’ Sívori 64’ Nicolè 88’ | Marcatori | 8’ Abbadie 79’ Arienti |

| Arbitro: | Rigato (Mestre) |

|                      |           |  |
| Abbadie 9’ Gotti 61’ | Marcatori |  |

| Arbitro: | Lo Bello (Siracusa) |

|            |           |               |
| Ronzon 49’ | Marcatori | 75’ Gilardoni |

| Arbitro: | Rigato (Mestre) |

|                          |           |  |
| Galbiati 48’ Clerici 90’ | Marcatori |  |

| Arbitro: | Lo Bello (Siracusa) |

|  |           |             |
|  | Marcatori | 22’ Savioni |

#### Spareggi salvezza
| Arbitro: | Bonetto (Torino) |

|                                            |           |                       |
| Abbadie 21’ Savioni 60’, 78’ Gilardoni 65’ | Marcatori | 49’ Catalano 67’ Erba |

| Arbitro: | Lo Bello (Siracusa) |

|                                      |           |                                       |
| Clerici 13’ Bonacchi 47’ Arienti 82’ | Marcatori | 27’ Segato 67’ Mereghetti 84’ Bettini |

### Coppa Italia
| Arbitro: | Annoscia (Bari) |

|                                          |           |                             |
| Perani 13’ Demarco 89’, 99’ Vinicio 113’ | Marcatori | 15’ Bonacchi 90’ Cardarelli |

### Coppa delle Alpi
| Arbitro: | Zurer |

|                       |           |           |
| Arienti 3’ Sarchi 25’ | Marcatori | 33’ Letti |

| Arbitro: | Roversi |

|  |           |                         |
|  | Marcatori | 52’ Galbiati 83’ Sarchi |

## Statistiche

### Statistiche di squadra
| Competizione | Punti | In casa | In casa | In casa | In casa | In casa | In casa | In trasferta | In trasferta | In trasferta | In trasferta | In trasferta | In trasferta | Totale | Totale | Totale | Totale | Totale | Totale | DR  |
| Competizione | Punti | G       | V       | N       | P       | Gf      | Gs      | G            | V            | N            | P            | Gf           | Gs           | G      | V      | N      | P      | Gf     | Gs     | DR  |
| ------------ | ----- | ------- | ------- | ------- | ------- | ------- | ------- | ------------ | ------------ | ------------ | ------------ | ------------ | ------------ | ------ | ------ | ------ | ------ | ------ | ------ | --- |
| Serie A      | 29    | 17      | 9       | 6       | 2       | 24      | 15      | 17           | 1            | 3            | 13           | 9            | 34           | 34     | 10     | 9      | 15     | 33     | 49     | -16 |
| Coppa Italia |       | -       | -       | -       | -       | -       | -       | 1            | 0            | 0            | 1            | 2            | 4            | 1      | 0      | 0      | 1      | 2      | 4      | -2  |
| Totale       |       | -       | -       | -       | -       | -       | -       | -            | -            | -            | -            | -            | -            | -      | -      | -      | -      | -      | -      | -   |

### Statistiche dei giocatori
| Giocatore     | Serie A  | Serie A | Coppa Italia | Coppa Italia | Totale   | Totale |
| Giocatore     | Presenze | Reti    | Presenze     | Reti         | Presenze | Reti   |
| ------------- | -------- | ------- | ------------ | ------------ | -------- | ------ |
| J. Abbadie    | 30       | 5       | ?            | ?            | 30+      | 5+     |
| E. Arienti    | 24       | 1       | ?            | ?            | 24+      | 1+     |
| R. Bonacchi   | 24       | 6       | ?            | ?            | 24+      | 6+     |
| E. Bruschini  | 34       | -49     | ?            | ?            | 34+      | -49+   |
| A. Cardarelli | 32       | 0       | ?            | ?            | 32+      | 0+     |
| E. Cardoni    | 14       | 0       | ?            | ?            | 14+      | 0+     |
| S. Clerici    | 10       | 2       | ?            | ?            | 10+      | 2+     |
| F. Duzioni    | 34       | 1       | ?            | ?            | 34+      | 1+     |
| V. Facca      | 28       | 0       | ?            | ?            | 28+      | 0+     |
| F. Fontanot   | 1        | 0       | ?            | ?            | 1+       | 0+     |
| S. Franchi    | 8        | 0       | ?            | ?            | 8+       | 0+     |
| I. Galbiati   | 17       | 1       | ?            | ?            | 17+      | 1+     |
| G. Gilardoni  | 31       | 6       | ?            | ?            | 31+      | 6+     |
| C. Gotti      | 34       | 6       | ?            | ?            | 34+      | 6+     |
| A. Pasinato   | 4        | 0       | ?            | ?            | 4+       | 0+     |
| G. Sacchi     | 4        | 0       | ?            | ?            | 4+       | 0+     |
| M. Savioni    | 34       | 5       | ?            | ?            | 34+      | 5+     |
| E. Tettamanti | 8        | 0       | ?            | ?            | 8+       | 0+     |
| P. Valenzano  | 3        | 0       | ?            | ?            | 3+       | 0+     |